# اویتا (موزیکال)
اویتا (به انگلیسی: Evita) یک تئاتر موزیکال است که موسیقی آن از اندرو لوید وبر و ترانه‌سرایی آن از تیم رایس بوده‌است. داستان آن بر همسر دوم خوآن پرون (رئیس‌جمهور آرژانتین) به نام اوا پرون متمرکز است؛ و داستان زندگی اوا پرون را از رسیدن به قدرت تا درگذشت نشان می‌دهد.
از این نمایش یک فیلم به نام اویتا در سال ۱۹۹۶ با بازیگری مدونا و آنتونیو باندراس ساخته شد. همچنین این تئاتر در سال‌های ۲۰۰۶ در لندن و ۲۰۱۲ در برادوی بازاجرا داشت.